# 天聖龍
『天聖龍 SAINT DRAGON』（てんせいりゅう - セイントドラゴン）は、日本マイコン開発が開発し、ジャレコが発売した業務用ビデオゲーム。龍が母を助けるために宇宙で戦いを繰り広げる横スクロールシューティングゲームである。
1989年3月に、ジャレコのシステム基板「メガシステム1」の第5弾として発売された。

## 概要
全6面。8方向レバーと1ボタン（メインショット＋サブショット）で自機の「天聖龍」を操作する。自機「天聖龍」には龍の名の通り長い胴体があることが本作の特徴である。
グラフィックは機械的なデザインでほぼ統一されており、動物を模した機械的な敵機が多数用意されている。自機もまた龍を模した機械的なデザインとなっている。
ゲームそのものは完全なパターンゲームで、敵の配置などは全て固定である。

## ゲーム内容

### 自機
自機はメインショットとサブショットを備えており、ショットボタンを押すことで同時に発射する。メインショットは1種類のみだが、サブショットは4種類（ファイアエレメント、リングレーザー、バウンド＆クラッシュ、ビーストターレット）が用意されており、後述のアイテムを取得することで切り替えることが可能。サブショットは排他選択であり、複数を同時に装備することはできない。メインショットもサブショットもそれぞれアイテムを取得することで強化することができる。
最大の特徴である自機の胴体は、5つの球体と末端の尾で構成されており、自機（頭部）の動きを追従し軌跡を描く形でトレースする。スクロールの影響は受けず、プレイヤーの操作にのみ反応する。自機の当たり判定は頭部のみであり、胴体部は完全無敵で触れた敵機にダメージを与えるほか、特定の種類の敵弾を防ぐ効果がある（胴体では防ぐことができずに貫通してしまう敵弾も多い）。
自機の頭部が攻撃を受けたり地形に接触すると自機は破壊されて1ミスとなる（無敵状態の時を除く）。戻り復活制で、残機があれば、この時にメインショットとサブショットが1段階パワーダウンして再開となる。ただし、連続して同じ区間で自機が破壊された場合はパワーダウンのペナルティは受けないという特徴がある。

### アイテム
本作に登場するアイテムは以下の種類がある。
- S：スピードアップ
自機の移動速度を上げる。取得するごとに自機の移動速度が向上していく。
- N
自機のメインショットを1段階強化する。取得するごとに1段階パワーアップし、最大で5方向ショットにまでパワーアップする。
- P
自機のサブショットを1段階強化する。取得するごとに1段階パワーアップする。最高3段階。
- F：ファイアエレメント
標準装備のサブウェポン。自機正面に尾を引く炎を吐いて飛ばす。攻撃力が高い。
- L：リングレーザー
自機正面にリング状に連なるレーザービームを発射する。動作そのものはファイアエレメントと似ているが、こちらは貫通性能があり、地形をも貫く。
- B：バウンド＆クラッシュ
自機の上下方向に球状の玉を撃つ。敵機や地形に接触すると反射する。射出方向は自機前方方向寄りの斜め方向で、広範囲に攻撃できる。
- T：ビーストターレット
自機の移動方向に向かって2発の火球をV字状に発射する。前半ステージでは出現しない。自機の後方にも攻撃可能な唯一のサブショットである。
- 無敵（赤いラインが刻まれている白いユニット）
取得すると自機が白く点滅し一定時間無敵と同時に現在装備中のショットが全て最強段階になる。効果が切れる間際になると点滅スピードが遅くなり、点滅終了をもって無敵は解除され、ショットのレベルも元に戻る。
- 1UP
取得すると自機の残機が1つ増える。
- 3UP
取得すると自機の残機が一気に3つ増える。

## 移植版および他機種版
| No. | タイトル            | 発売日         | 対応機種                                                | 開発元      | 発売元              | メディア                              | 型式    | 売上本数 | 備考               |
| --- | ------------------- | -------------- | ------------------------------------------------------- | ----------- | ------------------- | ------------------------------------- | ------- | -------- | ------------------ |
| 1   | Saint Dragon        | 1990年         | Amiga Amstrad CPC Atari ST コモドール64 MSX ZX Spectrum | Sales Curve | Storm Entertainment | フロッピーディスク カセットテープ     | -       | -        |                    |
| 2   | 天聖龍 SAINT DRAGON | 1990年12月21日 | PCエンジン                                              | エイコム    | エイコム            | 3メガビットHuCARD                     | AC90001 | -        |                    |
| 3   | 天聖龍 SAINT DRAGON | 2020年2月6日   | PlayStation 4 Nintendo Switch                           | NMK         | ハムスター          | ダウンロード (アーケードアーカイブス) | -       | -        | アーケード版の移植 |

### ホビーパソコンへの移植
1990年に、Amiga・Amstrad CPCAtari ST・コモドール64・MSX・ZX Spectrumへ移植したバージョンが欧米向けに発売され、アコレードと提携関係にあるザ・セールスカーブが移植作業を担当した。
ダン・マーチャントの指揮のもと、アンドリュー・テイラーがプログラミングを担当した。また、音楽はトニー・ウィリアムズが、グラフィックがショーン・マックラーグ（ Sean McClurg）がそれぞれ担当した。 ZX Spectrum への移植に先駆け、テイラーは2週間かけて他の横スクロールゲームのレビューを読み込み、本作のオリジナル版の挙動をビデオ映像から分析した 。
テイラーはYour Sinclairの58号にて、巨大なスプライト（時には画面の半分ほどもあるような）によってメモリを消費してしまうことや、『R-TYPE』以上に敵キャラクターの挙動が複雑であるが故に試行錯誤を繰り返せざるを得なかったことを振り返っている。
また、テイラーは『R-TYPE』のようにスピードを犠牲にしたキャラクター・ブロック的な挙動（by-character-block movement ）よりも、なめらかな画面スクローリングを追求した。

最終的にプレ・シフト（ "pre-shifts" ）と呼ばれる手法が使われた。これは、メモリの中に複数のバージョンのスプライトを用意しておき、それを少しずつ違う位置に配置し、繰り返し表記させることによってなめらかに動いているように見せるものである。その結果、さらに多くのメモリを消費する羽目になり、ZX Spectrum版についてはメモリが128kBのモデル向けのみの発売となった。
また、ピューマといった巨大な敵キャラクターについては、線状に分割した上で、それを再びつなげるかたちで再構成された。

## 評価
アーケード版
月刊誌『ゲーメスト』（新声社）誌上で行われていた「第3回ゲーメスト大賞」（1989年度）において、年間ヒットゲームで43位を獲得した。
PCエンジン版
ゲーム誌『ファミコン通信』のクロスレビューでは合計で24点（満40点）、『月刊PCエンジン』では85・75・70・85・80の平均79点、『マル勝PCエンジン』では6・7・6・6の合計25点（満40点）、『PC Engine FAN』の読者投票による「ゲーム通信簿」での評価は以下の通りとなっており、21.00点（満30点）となっている。また、この得点はPCエンジン全ソフトの中で262位（485本中、1993年時点）となっている。
| 項目 | キャラクタ | 音楽 | 操作性 | 熱中度 | お買得度 | オリジナリティ | 総合  |
| 得点 | 3.90       | 3.42 | 3.45   | 3.39   | 3.42     | 3.42           | 21.00 |

ZX Spectrum版
ZX Spectrum版は、ゲーム誌『Crash』では92％を獲得し、グラフィックスの滑らかさとカラフルなアニメーションに関して高い評価を得た。『Your Sinclair』では80％を獲得し、「素敵でやりごたえがあり、爆発的なもの」（"pretty, tough and a blast-a-minute"）と賞賛した一方で、アンバランスな難易度とステージ数の少なさを指摘している。